# 広島市立湯来中学校
広島市立湯来中学校（ひろしましりつゆきちゅうがっこう）は、広島県広島市佐伯区湯来町大字和田にある公立中学校。

## 沿革
- 1947年（昭和22年） - 水内中学校と上水内中学校がそれぞれ設立[2]。
- 1965年（昭和40年） - 水内中学校と上水内中学校が統合し、湯来町立湯来中学校設立。
- 2005年（平成17年）4月25日 - 湯来町の広島市への合併により、広島市立湯来中学校と改称。

## 校区
- 広島市立湯来東小学校の校区[3]
  - 湯来町大字下、湯来町大字麦谷、湯来町大字和田
- 広島市立湯来西小学校の校区
  - 湯来町大字菅澤、湯来町大字多田

## 部活動
- 野球部[4]
- バレー部
- テニス部

## アクセス
- JR山陽本線 五日市駅下車
- 広島電鉄宮島線 広電五日市駅下車
  - 広電バス、湯来・杉並台団地線「湯来ロッジ」行き乗車、「大橋」バス停下車[5]